# Медведевське міське поселення
Медве́девське міське поселення (рос. Медведевское городское поселение) — муніципальне утворення у складі Медведевського району Марій Ел, Росія. Адміністративний центр та єдиний населений пункт — селище міського типу Медведево.

## Населення
Населення — 19183 особи (2019, 16841 у 2010, 16610 у 2002).